# Sydaphera anxifer
Sydaphera anxifer is een slakkensoort uit de familie van de Cancellariidae. De wetenschappelijke naam van de soort is voor het eerst geldig gepubliceerd in 1925 door Tom Iredale.